# Datterich-Brunnen
Der Datterich-Brunnen ist ein Brunnen und Denkmal in Darmstadt.

## Geschichte und Beschreibung
Der Datterich-Brunnen stand von 1982 bis 1996 auf dem Luisenplatz vor dem Nordeingang des Luisencenters.
Heute steht der Brunnen als Trockenplastik – ohne Brunnenfunktion – vor dem Nordeingang (Altstadteingang) der Stadtbibliothek.
Die Brunnenplastik aus Bronze wurde von dem Aachener Bildhauer Bonifatius Stirnberg entworfen.
Sie besteht aus beweglichen Bronzefiguren, die auf einem beweglichen metallenen Rad stehen und den Hauptfiguren des literarischen Werks Datterich nachempfunden wurden.
Ursprünglich stand in der Mitte der Plastik eine metallene Helix, die von Stirnberg durch einen bronzenen Bühnenvorhang ersetzt wurde.
Die beweglichen Figuren wurden nicht durch Wasserkraft bewegt.
Die Figuren konnten bzw. können durch das Publikum manuell bewegt werden.
Das Brunnendenkmal ist ein beliebtes Fotomotiv.